# Степанок Данило Тимофійович
Дани́ло Тимофі́йович Степано́к (16 грудня 1902 — 18 жовтня 1979) — український радянський діяч, організатор сільськогосподарського виробництва в Українській РСР, директор Кам'яномостівської машинно-тракторної станції Одеської (Миколаївської) області. Депутат Верховної Ради СРСР 1—3 скликань. Член ЦК КП(б)У в 1938—1954 р.

## Життєпис
Народився 16 грудня 1902 року в селі Іванівка Романково-Балківської волості Ананьївського повіту Херсонської губернії (нині — Первомайський район Миколаївської області) в бідній селянській родині. У 1907 році родина переїхала до Самарської губернії. З десяти років Данило Степанок почав наймитувати у поміщиків та заможних селян.
З 1918 року служив їздовим і червоноармійцем у Чапаєвській дивізії Червоної армії, був учасником Громадянської війни в Росії. Брав участь у боях під містом Уфою і на Уралі. У одному з боїв зазнав поранення і повернувся до Самарської губернії. У 1921 році разом із родиною переїхав до села Іванівки на Миколаївщині, працював у сільському господарстві. У 1923 році закінчив шість класів сільської школи.
У 1924—1925 роках року служив у Червоній армії. Навчався в полковій школі, був командиром взводу.
Після демобілізації був обраний членом Іванівської сільської ради. З 1929 року працював конюхом у місцевій артілі, а згодом у колгоспі «Пам'ять Леніна». У 1929 році закінчив школу лікнепу, потім — річну зоотехнічну школу. Кандидат у члени ВКП(б) з 1932 року.
З 1932 року працював бригадиром четвертої рільничої бригади колгоспу «Пам'ять Леніна», у 1935 році зібрав по 32 ц з гектара на площі в 55 га. У 1936 році обраний головою колгоспу імені 13-річчя Жовтня села Довга Пристань Первомайського району Одеської області. Учасник Всесоюзної наради передовиків сільського господарства (1936).
Член ВКП(б) з 1937 року.
З грудня 1938 року — директор Кам'яномостівської машинно-тракторної станції (МТС) Первомайського району Одеської області.
З початком німецько-радянської війни евакуювався на схід СРСР, де обіймав керівні посади. Працював директором Реп'євської МТС Куйбишевської області РРФСР, директором Персіанівської МТС Ростовської області РРФСР.
У березні 1944 року повернувся в Кам'яний Міст, до 1958 року знову очолював машинно-тракторну станцію.
Тричі (у 1937, 1946, 1950 роках) обирався депутатом Верховної Ради СРСР. Делегат XIV—XVII з'їздів КП(б)У, обирався членом ЦК КП(б)У.
Останні роки життя мешкав у Одесі. Помер 18 жовтня 1979 року.

## Нагороди
Нагороджений двома орденами Леніна (30.12.1935, 1958) і медалями.